# Stefan Blau
Stefan Blau (* vor 1997) ist ein deutscher Filmeditor und Tongestalter. Er ist seit 1997 bei Film und Fernsehen tätig, und war bei zahlreichen Produktionen für den Filmschnitt verantwortlich. Insbesondere bei Folgen der Tatort-Reihe des Hessischen Rundfunks kommt er häufig zum Einsatz.
Für die Tatort-Episode Wo ist Max Gravert? wurde er 2005 für den Deutschen Fernsehpreis für den besten Schnitt nominiert. Für die Arbeit an Lars Hennings Drama Kaltfront erhielt er 2016 eine Nominierung der Deutschen Akademie für Fernsehen in der Kategorie Bester Schnitt.

## Filmografie (Auswahl)

### Tatort
- 1999: Tatort: Blinde Kuriere
- 2004: Tatort: Herzversagen (2004)
- 2005: Tatort: Wo ist Max Gravert?
- 2006: Tatort: Das letzte Rennen
- 2008: Tatort: Der frühe Abschied
- 2008: Tatort: Der tote Chinese
- 2009: Tatort: Neuland
- 2010: Tatort: Weil sie böse sind
- 2010: Tatort: Wie einst Lilly
- 2011: Tatort: Eine bessere Welt
- 2012: Tatort: Im Namen des Vaters
- 2014: Tatort: Der Eskimo
- 2014: Tatort: Im Schmerz geboren
- 2015: Tatort: Das Haus am Ende der Straße
- 2015: Tatort: Kälter als der Tod
- 2015: Tatort: Wer bin ich?
- 2016: Tatort: Es lebe der Tod
- 2017: Tatort: Fürchte dich
- 2018: Tatort: Der Turm
- 2019: Tatort: Murot und das Murmeltier
- 2019: Tatort: Angriff auf Wache 08
- 2020: Tatort: Parasomnia
- 2020: Tatort: Die Ferien des Monsieur Murot
- 2021: Tatort: Murot und das Prinzip Hoffnung
- 2022: Tatort: Murot und das Gesetz des Karma
- 2022: Tatort: Leben Tod Ekstase
- 2023: Tatort: Erbarmen. Zu spät.
- 2023: Tatort: Murot und das Paradies
- 2024: Tatort: Murot und das 1000-jährige Reich
- 2025: Tatort: Borowski und das Haupt der Medusa

### Polizeiruf 110
- 1997: Polizeiruf 110: Feuertod
- 2000: Polizeiruf 110: Totenstille
- 2001: Polizeiruf 110: Bis unter die Haut
- 2002: Polizeiruf 110: Grauzone
- 2003: Polizeiruf 110: Abseitsfalle

### Fernsehfilme
- 2004: Klassentreffen

- 2007: Ein spätes Mädchen
- 2011: Ein guter Sommer
- 2012: Sechzehneichen
- 2013: Alaska Johansson
- 2016: Kaltfront
- 2017: Der König von Berlin
- 2017: Hit Mom – Mörderische Weihnachten
- 2021: Heute stirbt hier Kainer
- 2021: Freunde